# Edad de oro del capitalismo

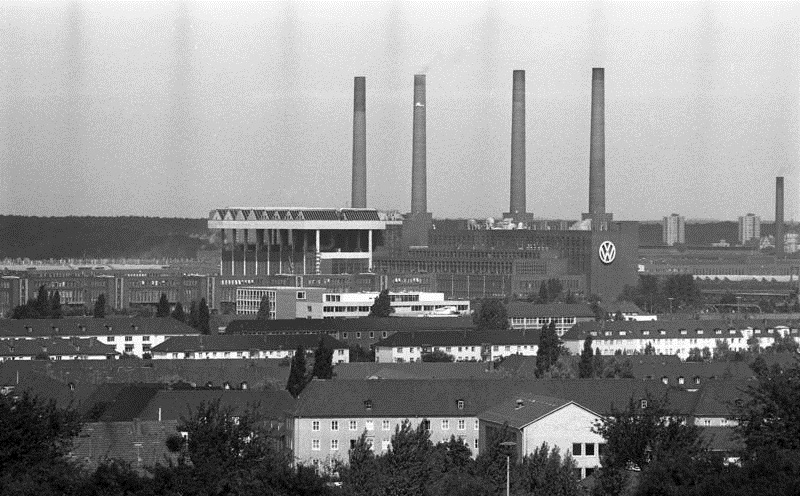
Vista de la gran fábrica de automóviles de la compañía alemana Volkswagen en Wolfsburgo, Alemania Occidental (RFA), en agosto de 1973.

Edad de oro del capitalismo o años dorados —conocida también en francés como Trente Glorieuses o Treinta Años Gloriosos, en alemán como Nachkriegsboom o boom de la posguerra y en inglés Post–World War II economic expansion o expansión económica de la postguerra— hace referencia al período histórico transcurrido desde el final de la Segunda Guerra Mundial en 1945 hasta la Recesión de 1973-1975 producida por la Crisis del petróleo de 1973, prácticamente tres décadas de crecimiento económico y pleno empleo en numerosos países del mundo.
La expansión económica de la postguerra (después de la Segunda Guerra Mundial) se produjo en los Estados Unidos, la Unión Soviética y los países de Europa Occidental y Asia Oriental, ya que experimentaron un crecimiento inusualmente alto y sostenido, junto con el pleno empleo. En contra de las primeras predicciones, este elevado crecimiento incluyó también a muchos países que habían sido devastados por la guerra, como Japón y su milagro económico, Alemania Occidental, Austria, Corea del Sur (Milagro del río Han), Bélgica (milagro económico belga), Francia, Italia y Grecia. Incluso países relativamente poco afectados por la guerra, como Suecia, o que salían de su propia guerra civil, como España (milagro económico español), experimentaron un considerable crecimiento económico durante la totalidad o al menos gran parte de este período.

## Contexto político y económico

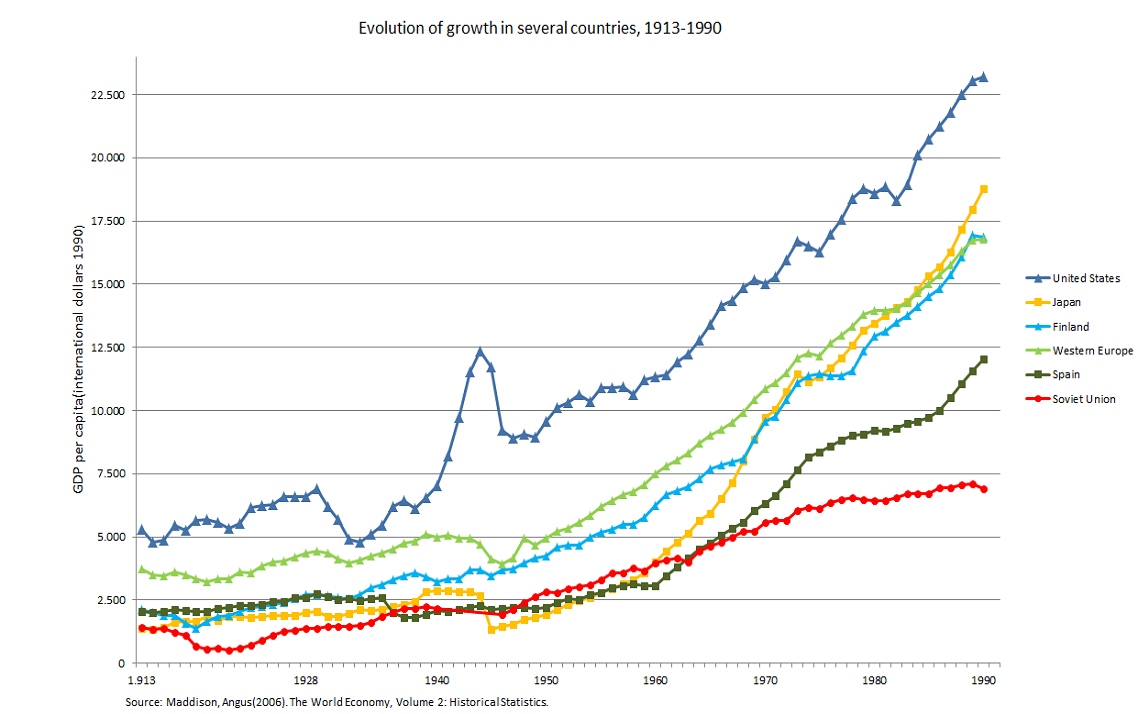
Evolución del PIB per cápita de varios países desde 1913 hasta 1990 (en inglés).

La Gran Depresión (Crisis financiera de 1929) produjo una larga crisis que fue superada en los Estados Unidos por el New Deal(1932) que asentó la intervención del Estado y del Gobierno de los Estados Unidos en la economía en los años previos a la Segunda Guerra Mundial, que obligaría todavía más a la intervención estatal en todos los aspectos y que afectó a todos los países implicados en la guerra. Durante la postguerra se dieron varios procesos dirigidos por los Estados: un extraordinario crecimiento económico nunca antes alcanzado con el pleno empleo y atención a las cuestiones sociales (mayor distribución de la renta y extensión del estado de bienestar). También se consolidó el enfrentamiento entre las dos grandes potencias triunfadoras, los Estados Unidos y la Unión Soviética, enfrentamiento conocido como Guerra Fría.
En el aspecto económico los acuerdos de Bretton Woods de 1944 fueron el marco financiero, económico y político que permitió y favoreció el crecimiento de las tres décadas doradas hasta la Crisis del petróleo de 1973.
El Estado, en los países occidentales, asumió tareas activas en relación con las posibilidades de incidir directamente sobre la actividad económica, en cuestiones como el nivel de empleo, de demanda y de inversión, para asegurar las condiciones de reproducción del sistema capitalista.
Uno de los nuevos y más destacados rasgos de la economía fue la producción a bajo costo de una enorme y diversificada cantidad de bienes, a raíz del desarrollo de nuevas tecnologías y la introducción de métodos de producción más eficientes. La consecuencia fue la necesidad de dar salida a estos excedentes de producción, para cual el desarrollo de la publicidad condujo a la consolidación de la llamada sociedad de consumo.
En este período, Estados Unidos se consolidó como la principal potencia mundial y a su vez, países como los de Europa Occidental y Japón registraron altísimas tasas de crecimiento. Por otro lado, la concentración de los beneficios del desarrollo industrial de estos países, condujo a un incremento de las desigualdades con los subdesarrollados del hemisferio sur. A pesar de que iniciaron el proceso de industrialización no pudieron desprenderse de la dependencia de las exportaciones de materias primas y alimentos.

## Terminología
Durante los años cincuenta, la población de los países desarrollados comenzó a darse cuenta de que los tiempos habían mejorado de forma notable con respecto a las décadas anteriores. El primer personaje público en hacer referencia a este proceso fue el primer ministro británico Harold Macmillan, durante las elecciones de 1959 que ganaría, con la frase Jamás os ha ido tan bien. Sin embargo, no fue hasta que se hubo acabado este período, durante los turbulentos años setenta, cuando los analistas señalaron que el mundo capitalista desarrollado había atravesado una etapa histórica realmente excepcional, acaso única. Al buscarle un nombre a este período los especialistas franceses lo llamaron los treinta años gloriosos siendo el 1945 la fecha de inicio y 1975 la del final. Pero fue edad de oro del capitalismo el término más usado ya que éste se fue dado por los analistas angloparlantes.

## La recuperación de posguerra

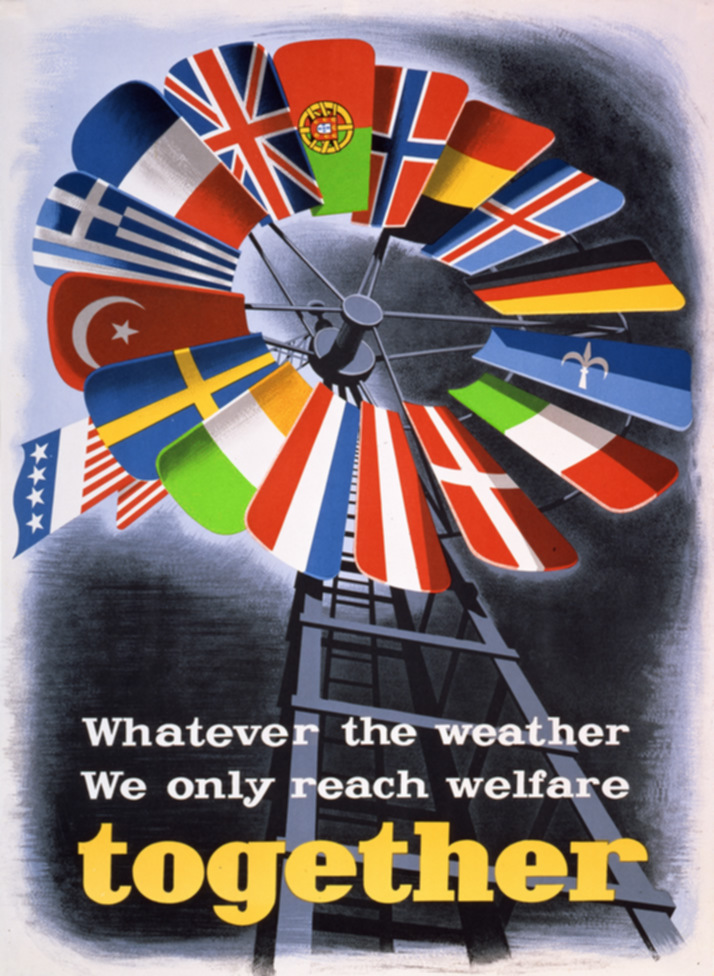
Propaganda sobre el Plan Marshall. Incluye versiones de las banderas de los países donde el plan fue aplicado: Portugal, Noruega, Bélgica, Islandia, República Federal de Alemania, el Territorio Libre de Trieste (equivocadamente con fondo azul y no rojo), Italia, Dinamarca, Austria, los Países Bajos, Irlanda, Suecia, Turquía, Grecia, Francia y Gran Bretaña. El póster no incluye a Luxemburgo, de bandera similar a la neerlandesa, a pesar de recibir ayuda mediante el plan.

La Segunda Guerra Mundial dejó un saldo de aproximadamente 60 millones de muertes de las cuales 45 millones se produjeron en territorio europeo. Las muertes civiles sobrepasaron ampliamente a las militares. Las pérdidas materiales fueron mucho más graves que en la Primera Guerra Mundial y no solo Europa se vio afectada, sino también el norte de África y Asia oriental. Se destruyó gran cantidad de viviendas y los sistemas de transporte quedaron casi paralizados. En la industria, el impacto afectó en mayor medida a los sectores básicos como el carbón, el acero y la energía; pero fue compensado por el aumento en la capacidad productiva. La situación en la agricultura fue mucho más difícil: la producción cayó en todas partes, especialmente en Europa Oriental debido a la falta de mano de obra, pérdida de ganado y la carencia de fertilizantes.
A diferencia de lo ocurrido en 1918, los vencedores no firmaron pactos inviables, sino que buscaron llegar a acuerdos razonables y duraderos. Se concretó una división en esferas de influencia occidental y soviética, punto de partida para la división de Europa en dos bloques. Mientras Estados Unidos, al no verse afectado por la devastación de su territorio, defendía la posición de no exigir a los vencidos pagos que afectasen su recuperación, Stalin exigía que las enormes pérdidas sufridas por la Unión Soviética fueran reparadas.
En Europa Occidental, la situación era muy difícil: había escasez de alimentos, materias primas y bienes de consumo, y no había recursos necesarios para financiar las importaciones imprescindibles para relanzar la actividad económica. Además, el proceso de reconstrucción se vio afectado por la inflación producida por la aparición de una cantidad enorme de dinero y una limitada oferta de bienes de consumo. Otro problema que ponía en peligro la recuperación era la escasez de dólares, la cual no podía ser compensada con exportaciones debido a la inferioridad tecnológica de Europa con respecto a Estados Unidos. Ante la necesidad de reponer lo destruido y de reemplazar los equipos obsoletos, este último quedó como el único país capaz de suministrar bienes de capital.
Estados Unidos decidió salir de la habitual política aislacionista, y en 1947 el ministro de asuntos exteriores, George Marshall, anunció el plan que luego tomó su nombre. Este estaba influenciado por la doctrina Truman que implicaba apoyar a los pueblos libres a través de ayudas financieras frente a la amenaza del comunismo. Esto les permitió a los países beneficiarios, los de Europa Occidental y Japón, disponer de materias primas, alimentos, combustibles y algunos productos manufacturados. Europa pudo reducir su déficit en la balanza comercial, recuperar su nivel de reservas y relanzar su actividad industrial. Asimismo, el Plan Marshall favoreció la implantación de las empresas americanas en Europa. Desde otra perspectiva, contribuyó al aislamiento entre las partes occidental y oriental del continente europeo. Su creación fue respondida por el bloque soviético con la constitución del COMECON en 1949.

## El crecimiento en cifras
Después de la Segunda Guerra Mundial, las tasas anuales de crecimiento de la producción alcanzaron valores sin precedentes. La comparación de los valores disponibles para los diferentes períodos históricos del crecimiento anual del producto bruto de los principales países desarrollados lo muestra de manera contundente.
| Crecimiento del PIB entre 1900 y 1973 | Crecimiento del PIB entre 1900 y 1973 | Crecimiento del PIB entre 1900 y 1973 | Crecimiento del PIB entre 1900 y 1973 |
| País                                  | 1900-1913                             | 1913-1950                             | 1950-1973                             |
| ------------------------------------- | ------------------------------------- | ------------------------------------- | ------------------------------------- |
| Alemania                              | 3,0                                   | 1,3                                   | 5,9                                   |
| Estados Unidos                        | 4,0                                   | 2,8                                   | 3,7                                   |
| Francia                               | 1,7                                   | 1,1                                   | 5,1                                   |
| Italia                                | 2,8                                   | 1,4                                   | 5,5                                   |
| Japón                                 | 2,5                                   | 2,2                                   | 9,3                                   |
| Reino Unido                           | 1,5                                   | 1,3                                   | 3,0                                   |
| Fuente                                |                                       |                                       |                                       |

El crecimiento fue acompañado por un aumento también significativo del PIB per cápita.
| Crecimiento del PIB per cápita entre 1900 y 1973 | Crecimiento del PIB per cápita entre 1900 y 1973 | Crecimiento del PIB per cápita entre 1900 y 1973 | Crecimiento del PIB per cápita entre 1900 y 1973 |
| País                                             | 1900-1913                                        | 1913-1950                                        | 1950-1973                                        |
| ------------------------------------------------ | ------------------------------------------------ | ------------------------------------------------ | ------------------------------------------------ |
| Alemania                                         | 1,6                                              | 0,7                                              | 4,9                                              |
| Estados Unidos                                   | 2,0                                              | 1,6                                              | 2,2                                              |
| Francia                                          | 1,5                                              | 1,1                                              | 3,8                                              |
| Italia                                           | 2,0                                              | 0,7                                              | 4,8                                              |
| Japón                                            | 1,2                                              | 0,9                                              | 8,0                                              |
| Reino Unido                                      | 0,7                                              | 0,8                                              | 2,5                                              |
| Fuente                                           |                                                  |                                                  |                                                  |

Si se compara el crecimiento de los países desarrollados con los valores de los países atrasados, se observa que estos últimos crecieron a una tasa superior, pero debido a su porcentaje más alto de crecimiento poblacional se tradujo a un porcentaje más bajo de crecimiento del PIB por habitante. Si a ello se le suma el hecho de que el punto de partida de las estadísticas son claramente diferentes, se corrobora que se produjo un incremento de los desarrollados y aquellos que no lo están.
| Crecimiento del PIB y el PIB per cápita de los países desarrollados y de 15 países atrasados entre 1950 y 1973 | Crecimiento del PIB y el PIB per cápita de los países desarrollados y de 15 países atrasados entre 1950 y 1973 | Crecimiento del PIB y el PIB per cápita de los países desarrollados y de 15 países atrasados entre 1950 y 1973 | Crecimiento del PIB y el PIB per cápita de los países desarrollados y de 15 países atrasados entre 1950 y 1973 |
| | PBI | PBI per cápita                                                                                                 | |
| --- | --- | --- | --- |
| Promedio aritmético para los 16 países más desarrollados | 4,9 | 3,8 | |
| Promedio aritmético para 15 países atrasados | 5,3 | 2,7 | |
| Nota: Los países desarrollados considerados son los utilizados en las otras tablas junto a Australia, Austria, Bélgica, Canadá, Dinamarca, Finlandia, Países Bajos, Noruega, Suecia y Suiza. Los países atrasados considerados son Bangladés, Corea del Sur, China, Filipinas, India, Indonesia, Pakistán, Tailandia, Taiwán, Argentina, Brasil, Colombia, Chile, México y Perú. | | | |
| Fuente | | | |

Todo proceso de expansión incluyó una profunda modificación en la distribución del empleo, que hizo perder peso al sector agropecuario en beneficio de los servicios. La industria solo experimentó una ligera disminución.
| Porcentaje de población por sector | Porcentaje de población por sector | Porcentaje de población por sector | Porcentaje de población por sector |
| Sector                             | 1950                               | 1980                               |                                    |
| ---------------------------------- | ---------------------------------- | ---------------------------------- | ---------------------------------- |
| Agricultura                        | 25 %                               | 7 %                                |                                    |
| Industria                          | 36 %                               | 34 %                               |                                    |
| Servicios                          | 39 %                               | 59 %                               |                                    |
| Fuente                             |                                    |                                    |                                    |

Las dimensiones del cambio estructural experimentado en el período se verifica en el aumento de la productividad per cápita/hora, que creció a un promedio anual del 4,5 % en los países desarrollados, lo cual supuso una enorme diferencia con los períodos anteriores: 1,7% anual entre 1870 y 1913, y 1,9 % entre 1913 y 1950.
Por último, otro elemento de importancia para la comprensión de la dinámica económica de la segunda posguerra lo constituyen los porcentajes de crecimiento de los volúmenes de exportación, que superaron los aumentos correspondientes del PIB en todo el mundo. Esto es un claro signo del rumbo tomado por el comercio internacional en contraste con los problemas experimentados por las políticas económicas nacionales en el período anterior, orientadas a establecer controles para proteger la actividad interior. 
| Crecimiento de los volúmenes de exportación              | Crecimiento de los volúmenes de exportación | Crecimiento de los volúmenes de exportación | Crecimiento de los volúmenes de exportación |
|                                                          | 1913-1950                                   | 1950-1973                                   |                                             |
| -------------------------------------------------------- | ------------------------------------------- | ------------------------------------------- | ------------------------------------------- |
| Promedio aritmético para los 16 países más desarrollados | 1,0                                         | 8,6                                         |                                             |
| Promedio aritmético para 15 países atrasados             | 1,1                                         | 5,9                                         |                                             |
| Fuente                                                   |                                             |                                             |                                             |

## La dinámica del crecimiento occidental

### La economía mixta
Uno de los rasgos más novedosos del escenario de la posguerra fue la emergencia de la economía mixta, la cual se basaba en una relación entre el sector privado, el Estado y los sindicatos. Después de la gran depresión de la década de 1930, quedó clara la necesidad de una intervención creciente del Estado por la incapacidad de la economía de mercado para resolver los problemas generados por la crisis. A partir de la posguerra, este concepto evolucionó hacia posiciones más ambiciosas: el Estado también debía asegurar el crecimiento a largo plazo y de la forma más equitativa posible.
La economía mixta se fortaleció mediante la búsqueda del consenso social y político, que se plasmó en la conformación de gobiernos de coalición en los que tomaron un rol activo los partidos de izquierda y los sindicatos. Se adoptaron medidas de reforma como la nacionalización de las industrias básicas, la creación de organismos planificadores y la participación obrera en las ganancias y en la dirección de las empresas. Los rasgos principales de esta nueva realidad fueron los derivados de la convergencia entre el mundo capitalista y el comunista: producción en gran escala, planificación en sustitución del mercado, regulación de la demanda por parte del Estado a través del control de precios y salarios, y el papel preponderante de este en la provisión de fuerza de trabajo educada y entrenada.

### La empresa, el trabajo y capital

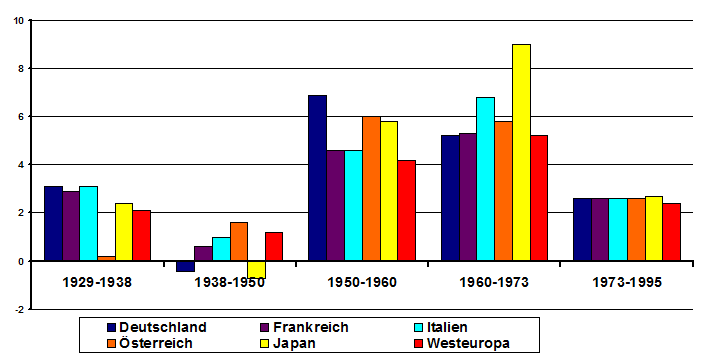
Crecimiento promedio de la productividad de Alemania, Francia, Italia, Austria, Japón y Europa Occidental durante la Edad de oro del capitalismo en comparación con los períodos anteriores y posteriores (en alemán).

El crecimiento experimentado por la economía occidental se vincula con una modificación de los factores de producción de trabajo y capital. Los avances tecnológicos, la implementación de economías de escala y las mejoras en la organización empresarial, aumentaron la productividad. El aumento de la oferta de trabajo se debió al crecimiento natural de la población y a los cambios en la tasa de la población activa fruto de la incorporación masiva del trabajo femenino, por los movimientos internacionales de población y por la atracción de trabajadores procedentes del agro. No solo se observaron aumentos cuantitativos de la oferta de trabajo, sino también cualitativos de debido a la mejora del sistema educativo.
Por otro lado, el progreso técnico vivido en esta época estuvo vinculado a: la multiplicación de las materias primas gracias la fabricación de fibras sintéticas y a las aleaciones de metales, el espectacular desarrollo de nuevas maquinarias e instrumentos, los avances en la extracción de recursos naturales y las mejoras en los transportes y comunicaciones. Esta revolución tecnológica fue fundamental para la producción en masa, la automatización y la industrialización de la ciencia. La introducción de mecanismos automáticos y semiautomáticos, potenciados por la irrupción de las computadoras, facilitó la expansión de sectores como los del automóvil, los electrodomésticos, la industria química, etc. Las posibilidades de transferencia de tecnología aumentaron mucho más en estos años, a favor de los esfuerzos de Estados Unidos desde el plan Marshall en adelante. La introducción y la difusión de los procesos automáticos contribuyeron a la generalización de la organización fordista del trabajo simplificando y fraccionando las tareas

### El factor demanda

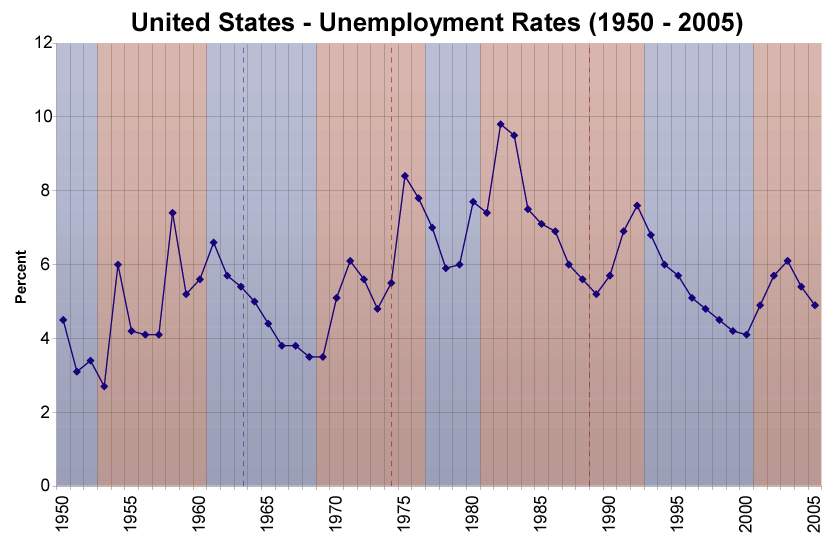
Desempleo de Estados Unidos desde 1950 hasta 2005. Se puede observar su descenso en la década de los sesenta (segunda sección azul). La alta oferta de trabajo pudo ser incorporada a los diversos sectores crecientes de la economía.

El crecimiento económico de posguerra está asociado a la expansión de la demanda y al despliegue de la sociedad de consumo que había nacido en Estados Unidos en los años 20. En Europa Occidental y en Japón, el proceso se afirmó a partir del 1945, asociado a los incrementos de la productividad del trabajo y al papel del Estado como redistribuidor de los ingresos en beneficio de los sectores de menos ganancias; y en el caso de Japón, a la actitud paternalista de las grandes empresas las cuales aseguraban beneficios extras a los trabajadores a través de premios y estímulos.
La base de la sociedad de consumo fue la elevación de los salarios. A su vez, la expansión de la demanda repercutió sobre la actitud de los empresarios que multiplicaron las inversiones. Estas se orientaron a la producción de bienes de consumo, a la construcción y a actividades recreativas. El Estado también cumplió un papel destacado al invertir en infraestructura y ayudar a las empresas mediante subsidios y créditos en condiciones favorables. La dinámica de la sociedad de consumo condujo a la conformación de una estructura empresarial dual: por una parte, una profundización de la concentración oligopólica de empresas que respondían a la demanda generada por el consumo masivo en crecimiento; por otra, el desarrollo de empresas pequeñas orientadas hacia los servicios y hacia bienes que satisfacían los gustos pautados por la moda.
También, en este período aumentaron notoriamente las exportaciones, lo cual estuvo vinculado a decisiones políticas. Las enseñanzas del período de entreguerras, en las que el incremento de los aranceles y restricciones del comercio tuvieron efectos negativos, fueron aprendidas. En los acuerdos de Bretton Woods, se recomendó liberar el comercio, lo que finalmente se hizo mediante la baja sustancial de las barreras aduaneras y al desarrollo de formas de cooperación económica. Además, los progresos técnicos en el área de los transportes y el bajo precio del petróleo, condujeron a una disminución de los fletes facilitando el intercambio.

### La integración económica internacional
A partir de la puesta en marcha del Plan Marshall por parte de los Estados Unidos, quedó claro que había una intencionalidad diferente por parte de la primera potencia respecto al funcionamiento de la economía mundial. El Acuerdo General sobre Aranceles Aduaneros y Comercio (GATT, por sus siglas en inglés) fue la primera manifestación de ese nuevo espíritu. La idea, surgida en Bretton Woods, tenía como principios fundamentales, la igualdad de trato y el multilateralismo, promoviendo la defensa del libre cambio con algunas excepciones justificadas por la necesidad de garantizar el pleno empleo o por pautas impuestas por el desarrollo.
El logro más significativo con respecto al proceso de cooperación económica fue la creación del Mercado Común Europeo. La idea de integración estaba en mente cuando finalizaba la Segunda Guerra Mundial, y así fue que en 1944 los gobiernos de Bélgica, Países Bajos y Luxemburgo acordaron la creación, a partir de 1948, de un mercado común denominado Benelux. La integración económica era fuertemente alentada por Estados Unidos ya que crearía una barrera fuerte y prospera contra la propagación del comunismo. Otro ejemplo de cooperación fue el establecimiento de la Comunidad Europea del Carbón y del Acero (CECA) que logró mejorar las relaciones entre Francia y Alemania. Este cuadro fue el antecedente de la conformación de una unión aduanera conocida como Comunidad Económica Europea, la cual permitió el libre movimiento de mano de obra, de capitales y servicios en región; la expansión de cada uno de los países integrantes y el crecimiento del nivel de vida de la población. La constitución de la CEE dio las condiciones necesarias para que los países que quedaban fuera de ella establecieran su propio bloque, la Asociación Europea de Libre Comercio (EFTA, por sus siglas en inglés). Los acontecimientos posteriores condujeron a un acercamiento de Gran Bretaña y los países del EFTA a la Comunidad Europea, los cuales ingresaron en ella en 1972. Las transacciones entre los países participantes se cuadriplicaron en diez años y se incrementaron las inversiones extranjeras, especialmente las estadounidenses.
Por otro lado, la creación del Fondo Monetario Internacional, tras las negociaciones realizadas en Bretton Woods, implicó el establecimiento de pautas para la puesta en vigencia de un sistema monetario basado en paridades fijas y en el respaldo de monedas fuertes. Su funcionamiento dependía de la situación dominante de los Estados Unidos, el país acreedor del mundo occidental. Al dólar se le dio un valor fijo en oro pero asumió un papel contradictorio: en el interior de Estados Unidos no era convertible y los gobiernos podían contraer o ampliar la oferta monetaria. En el exterior en cambio, el dólar era convertible en oro y funcionaba como respaldo de las demás divisas. Este sistema comenzó a tener problemas a medida que tanto la economía europea como la japonesa despegaron, mejorando su competitividad internacional, lo que afectó a la moneda norteamericana.

## La evolución económica por país

### Estados Unidos

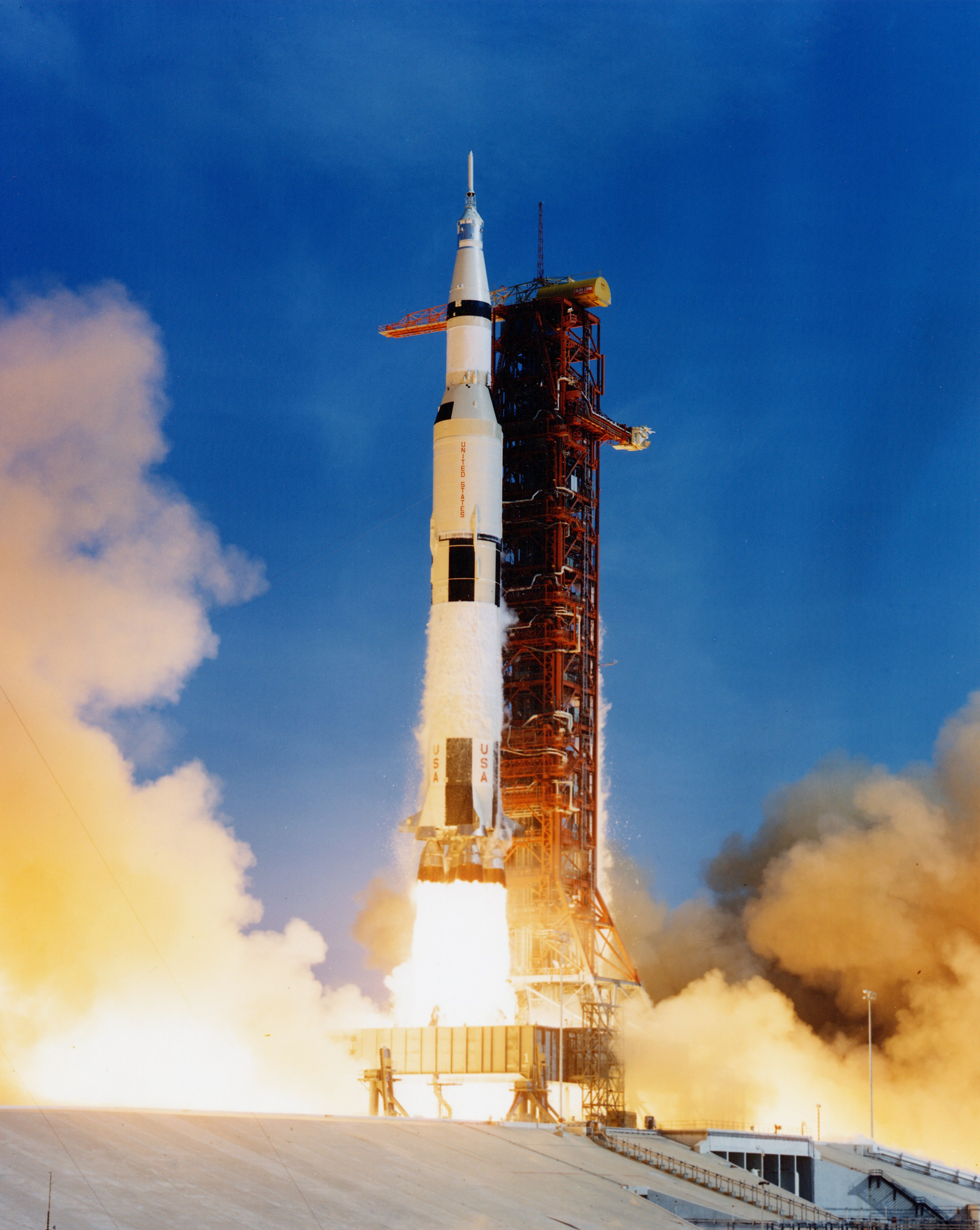
El crecimiento económico de los Estados Unidos permitió la puesta en marcha del Programa Apolo en el marco de la carrera espacial.

Los Estados Unidos no solo salieron políticamente victoriosos de la guerra, sino que su preeminencia económica se manifestó de manera clara. Terminado el conflicto, este país concentraba la mayor parte de la capacidad manufacturera mundial, así como también los mayores esfuerzos en investigación y desarrollo. De las 100 principales innovaciones introducidas en este período, 60 provenían de compañías estadounidenses. Una de las razones que explican esta transición es la rápida reconversión de la industria bélica hacia la producción de bienes de consumo alentada por la reducción de impuestos y al elevado nivel de gastos por parte del gobierno. Mayor importancia aún tuvo el incremento de la demanda en una población que llevaba varios años sacrificándose por la guerra. Pero el problema principal al que se debió enfrentar a finales de los años cuarenta fue la inflación, que llevó a un aumento del costo de vida. En estos años se produjo una recesión que pudo ser resuelta por factores endógenos como la aplicación del plan Marshall y la guerra de Corea. La ayuda brindada a Europa Occidental y a Japón ayudó a aumentar las exportaciones y la inversión en empresas del Viejo Continente por parte de las compañías estadounidenses.
A partir del 1953, bajo el gobierno republicano de Eisenhower, hubo una aceptación del papel del gobierno federal en las cuestiones sociales y una aceptación de las posibilidades que brindaba el déficit presupuestario como factor dinamizador de la actividad económica; pero no se implantó una política fiscal y monetaria destinada a actuar sobre la demanda. Con el regreso de los demócratas con Kennedy en 1961, se aplicaron medidas keynesianas, como una política fiscal activa y la utilización sistemática del déficit presupuestario. Estas políticas económicas fueron llamadas New Economics y arrojaron resultados positivos, como manifiesta el promedio de 8 % anual de crecimiento del PBI entre 1961 y 1969. Sin embargo, el efecto expansivo de la intervención en Vietnam produjo un proceso inflacionario que debió ser afrontado por Nixon después de su investidura en 1969. La ortodoxia del equipo conservador que lo rodeaba condujo a los clásicos ajustes monetarios y presupuestarios, pero el alza de precios no se detuvo. El gobierno estableció estrictos controles para atacar la inflación y las consecuencias fueron recesión y desempleo, sin lograr que los precios se estabilizasen. Por lo tanto, cuando en 1973 estalló la crisis del petróleo, la economía norteamericana ya estaba en serios problemas.

### Gran Bretaña
Al finalizar la Segunda Guerra Mundial, el gobierno británico, bajo la conducción del laborista Clement Attlee, se orientó hacia la implementación de políticas keynesianas. Sus componentes principales fueron la constitución de un Estado benefactor, el objetivo del pleno empleo y la nacionalización de un sector significativo de la estructura industrial. Se buscaba un equilibrio entre la libertad y seguridad, restringiendo algunos principios de la economía de mercado, reemplazados por un activo papel del Estado en el terreno social y en la búsqueda de políticas que terminaran con la desocupación. Así, el Estado asumió de manera plena una función distributiva que, a partir de sustanciales aumentos en las contribuciones patronales, concretó un conjunto de beneficios sociales que protegía a los ciudadanos. A su vez, se nacionalizó el Banco de Inglaterra, la minería del carbón, el gas, la electricidad, los ferrocarriles y una parte de la industria metalúrgica. Sin embargo, la falta de una política de planificación impidió que el Estado hiciera uso efectivo de su poder económico. La recuperación de la economía británica se basó en el incremento de las exportaciones. Además, los controles instaurados en la guerra se conservaron por lo que se mantuvo bajo el nivel de importaciones, asegurando una balanza comercial favorable. La devaluación de la libra esterlina en 1949 potenció la posición exportadora del país pero generó inflación.
Esta coyuntura negativa permitió a los conservadores volver al poder de la mano de Winston Churchill. Desde 1964, los laboristas y conservadores se alternarían en el poder y en este período no se produjeron modificaciones significativas en la estructura económica conformada después de la guerra. Con el marco de inconsecuencia de las políticas económicas, debido a la alternación entre gobiernos conservadores y laboristas, se produjo la aceleración del proceso de concentración industrial iniciado en el período de entreguerras. Su rasgo diferenciador fue la diversificación de la producción. Los progresos de la industria se enfrentaron a una dura actitud de los sindicatos los cuales habían tomado fuerza después de la guerra. La estrategia adoptada fue de luchas por incrementos salariales y en la conservación de un poder monopólico, que afectó en muchas veces la introducción de mejoras técnicas. El modesto comportamiento de la economía británica a lo largo del período marcó la desaparición definitiva de su sistema de hegemonía. Luego del impacto de la crisis del petróleo, retornarían las políticas liberales con Margaret Thatcher a la cabeza.

### Francia
El ejemplo francés fue uno de los casos más concretos de implementación de una economía mixta. El líder de la Francia liberada, Charles De Gaulle, compartía con la izquierda la concepción de que el papel del Estado debía ser mucho más activo. Las nacionalizaciones fueron muchas, continuando una tendencia que se había iniciado con la gran depresión en la cual se habían nacionalizado los ferrocarriles, la industria aeronáutica y la de armamentos. En la posguerra fueron la industria automovilística, el transporte aéreo, la minería de carbón, el gas, la electricidad, el Banco de Francia y otros bancos comerciales, las que pasaron a manos del Estado. Así, el Estado se convirtió en el principal productor y empleador del país, pero las nacionalizaciones no implicaron una modificación de la estructura fabril y la mayoría de las empresas conservó su autonomía.
El pilar básico de la economía francesa fue la planificación estatal siendo su impulsor Jean Monnet, que apuntó a guiar la producción antes que a controlarla. El crecimiento se basó en el desarrollo de seis industrias estratégicas: carbón, acero, cemento, electricidad, transportes y maquinaria agrícola; más tarde se les sumaron el petróleo y los fertilizantes. Los sucesivos planes cuatrienales se plantearon objetivos diversos, desde la expansión de la industria pesada hasta la consolidación de beneficios sociales para jubilados y asalariados de bajos ingresos, pasando por el desarrollo científico y tecnológico. El plan Marshall creó las condiciones para la puesta en marcha del primer plan, pudiéndose financiar las importaciones esenciales para el despegue y lo dotaron de capitales para impulsar la industria pesada.
El principal factor en la restructuración y el despegue de la industria francesa lo constituyó el ingreso en la Comunidad Económica Europea. La obligación de competir condujo a una transformación tanto de la agricultura como de la industria. El campo completó su reconversión basado en una disminución de la población activa y el aumento de la producción gracias a las mejoras técnicas y de la racionalización de los procesos productivos. También, se abandonaron las zonas menos productivas y aumentaron las exportaciones agrarias. Con respecto a la industria, bajo la tutela del estado, esta se renovó de manera total, aumentado su competitividad en el escenario internacional. Como resultado, entre 1949 y 1969 las exportaciones industriales aumentaron en un 5,5 %, para la década del 70, Francia era una potencia industrial de primer orden.

### Alemania

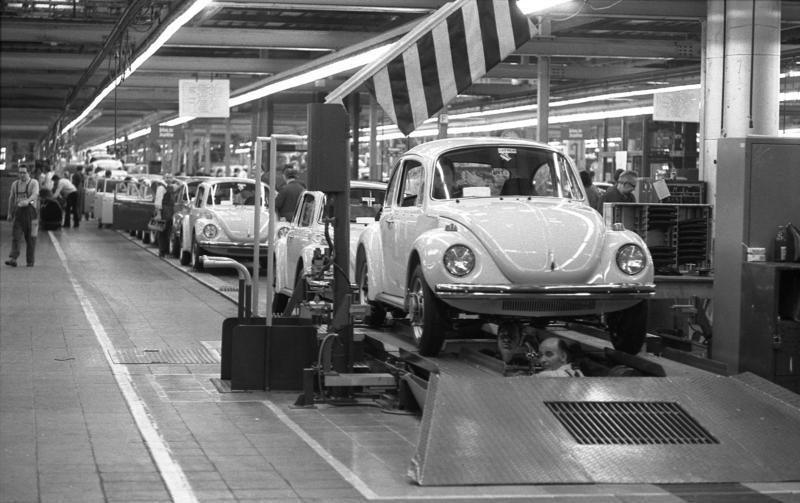
Ensamblaje del Volkswagen Escarabajo en Alemania Occidental.

Los Gobiernos de la República Federal Alemana se orientaron hacia políticas de corte neoliberal, si bien con algunos componentes intervencionistas. A pesar de los proyectos iniciales de los aliados, que planteaban la necesidad de debilitar económicamente a Alemania para impedir al retorno de las situaciones que provocaron las dos guerras, las realidades de la Guerra Fría y la necesidad de frenar el avance del comunismo, obligaron a revisar estas ideas reemplazándolas por la concepción de que una Europa ordenada y próspera requería una Alemania estable y productiva. El triunfo de las ideas ordoliberales se produjo en un marco donde en la sociedad alemana existía un consenso mayoritario a favor de una economía considerablemente planificada. El gobierno aceptó gran parte del ideario liberal, a pesar de lo cual incorporó la cogestión obrero-empresaria y una activa política contra los procesos de concentración, que, siguieron siendo característicos de la economía alemana.
En Alemania se produjo un despegue acelerado debido a la adecuada provisión de capital, mano de obra y mercados, y la instrumentación de políticas económicas que contribuyeron al crecimiento. Los niveles de inversión bruta en esos años alcanzaron valores que iban desde el 20 al 24 %, proporción superior al resto de los países occidentales. La autofinanciación empresarial fue el instrumento principal, y la importante reserva de maquinaria existente permitió la rápida reconstrucción del tejido industrial. La abundancia de mano de obra, ampliada por los emigrantes y refugiados del bloque oriental, permitió la existencia de moderadas demandas salariales, sumada a una comprensión de los sectores sindicales de la necesidad de no profundizar los enfrentamientos con el empresariado. La tradicional capacidad alemana en la industria pesada le permitió aprovechar su reingreso en el mercado mundial, favorecido por la liberación del comercio y el establecimiento del Mercado Común Europeo.
Con respecto a la política económica, los gabinetes liberales, que gobernaron el país hasta 1966, mantuvieron una orientación que privilegiaba el control de precios y de la balanza de pagos en detrimento de los gastos sociales. Con la llegada de los socialdemócratas al poder en 1966, comenzaron a aplicarse algunos instrumentos de las políticas keynesianas como la financiación deficitaria del presupuesto, la implementación de medidas fiscales y monetarias y algunos elementos de planificación a mediano y largo plazo. Alemania se alejó así de la corriente neoliberal para insertarse en el movimiento generalizado en Occidente de la economía mixta.

### Japón

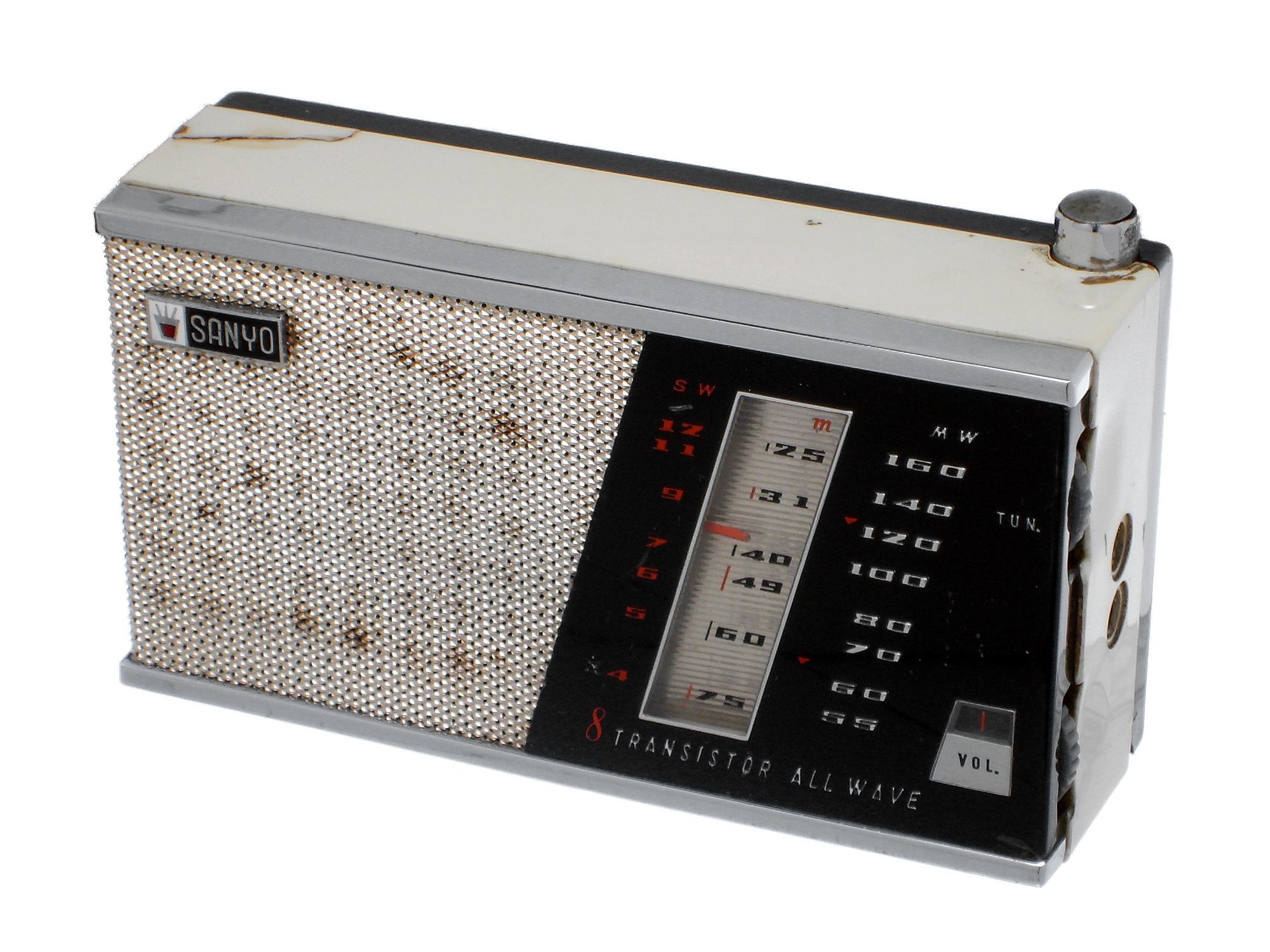
Un receptor de radio hecho por Sanyo en 1959. Durante este período, Japón fabricaba gran parte de los electrodomésticos del mundo.

Japón es un país pobre en recursos naturales, superpoblado y con una escasa superficie cultivable del 12 % del total por habitante. Es el primer caso de una economía no occidental que despega hasta el punto de convertirse en la segunda potencia del planeta. Para Japón, el enfrentamiento de 1939-1945 terminó en un desastre en el terreno militar y económico. No solo perdió todas sus colonias y su influencia en Asia, sino que también les fueron arrebatadas sus inversiones en Manchuria y China. La idea original de los vencedores era acabar con la hegemonía japonesa en el extremo oriente limitando su crecimiento. Sin embargo, la evolución de la coyuntura internacional, marcada por la guerra fría y al triunfo de Mao Tse Tung en China, obligó a la reconstrucción del Japón como bastión contra los países socialistas. La guerra de Corea (1950-1953) terminó de definir la situación: la demanda de armamentos y repuestos militares por parte del ejército estadounidense se volcó hacia la economía japonesa, por lo que fue preciso modificar los planeamientos originales, proponiéndose el desarrollo de Japón como potencia hegemónica en el sudeste asiático.
El crecimiento explosivo experimentado por Japón, desde principios de los años 50 hasta la crisis del petróleo, fue claramente superior al de cualquier otro país. Esto se debe a una multiplicidad de causas. En primer lugar, el clima internacional de la posguerra, asentado en la hegemonía de Estados Unidos y la expansión del comercio mundial impulsada por el GATT, creó las condiciones necesarias pera la colocación de exportaciones japonesas en el mercado mundial, fundamental para pagar las importaciones de materias primas como petróleo y recursos tecnológicos. Otro factor, fue el importante suministro de mano de obra barata para la industria proveniente del sector agrícola, que permitió una gran elasticidad en la oferta, por lo que fue viable que los salarios crecieran menos que la productividad facilitando el descenso de los costos. Por otro lado, el elevado nivel de ahorro de la población, asentado sobre una baja propensión al consumo, permitió que el país tuviera el mayor índice de inversión dentro de los países desarrollados.
Además, el papel del Estado partió del rechazo de una estrategia de crecimiento a largo plazo basada en la teoría de ventajas comparativas, por lo que actuó como mecanismo de compensación de las deficiencias del mercado. Además, coordinó de manera amplia el conjunto de la actividad productiva, involucrando organismos públicos y sectores de la actividad privada. Asimismo, desde el estado se estructuró un sistema educativo de alta calidad, dirigido a impulsar el desarrollo económico y a servir a las grandes empresas. Muchos alumnos solo estudiaban para obtener empleo en una de las principales compañías. El proceso de modernización industrial se realizó inicialmente a partir de la utilización de recursos tecnológicos provenientes de Estados Unidos. Este impulso inicial fue acompañado por un considerable esfuerzo del Estado para impulsar el cambio tecnológico, incrementando los gastos en la investigación básica y aplicada. Por último, el predominio del Confucianismo en la sociedad japonesa implicó el asentamiento de una visión del mundo que justificaba el orden social existente y el alineamiento detrás de la autoridad. La organización fabril japonesa, con todas sus peculiaridades, fue entonces aceptada mayoritariamente como parte de ese statu quo incuestionable, y las clases trabajadoras apuntalaron con su esfuerzo la estrategia de expansión económica acelerada.

### España

Monumento al SEAT 600, símbolo del milagro económico. Producido por la empresa española SEAT, entre 1957 y 1973 se construyeron más de 794 000 ejemplares de esta versión del FIAT 600 italiano, convirtiéndose en el primer coche de muchas familias de clase trabajadora española.

En 1945 España era un país principalmente agrícola y atrasado. A pesar de no haber participado en la Segunda Guerra Mundial, la guerra civil de 1936-1939 planteó obstáculos en la recuperación económica; agravados por la política franquista de alianza con las potencias del eje, las pretensiones autárquicas y el intervencionismo económico. Sin embargo, cuando las relaciones entre Estados Unidos y la URSS, aliados en la guerra, se deterioraron; se produjo un acercamiento entre España y Estados Unidos basado en el enemigo común que significaba el comunismo. Este proceso culminó en los Pactos de Madrid de 1953.
Desde un punto de vista económico, la década del 40 presenta un balance muy negativo. Solo gracias a la ayuda de Argentina y Estados Unidos el país se salvó de una catástrofe alimenticia. En pocos años, el régimen franquista había acabado con los excedentes de producción de trigo de la Segunda República Española al desabastecimiento de los bienes de consumo más básicos. Pero a partir del 1951 se comenzaron a aplicar políticas de apertura hacia el exterior, que junto con la ingente cantidad de capital norteamericano y la restauración de las relaciones económicas con una Europa en recuperación, y con sectores como la electricidad (Iberdrola), las telecomunicaciones (Telefónica), la distribución de petróleo (Repsol), la explotación de las minas (Hunosa), la metalurgia pesada (Altos Hornos), la producción automovilística (SEAT), el transporte ferroviario (Renfe) y aéreo (Iberia),producción y distribución de tabaco (Tabacalera Española) que eran monopolios estatales rentables capaces de proporcionar servicios básicos a precios asequibles, y cuyos beneficios revertían en el Estado permitieron empezar un proceso industrializador.
Pese a no formar parte de los acuerdos de integración económica de Europa, la economía española se benefició del espectacular crecimiento europeo de los años 60. En primer lugar, la demanda europea provocó un gran crecimiento de las exportaciones españolas lo que permitió importar los productos necesarios para el desarrollo industrial. Por otro lado, se produjo un proceso de emigración de población española hacia países más industrializados lo que ayudó a resolver la falta de puestos de trabajo en el país. A su vez, el turismo creció como actividad económica ya que muchos europeos comenzaron a elegir a España como destino de sus vacaciones, lo que en última instancia hizo al país dependiente a este, pues entre 1959 y 1973 las ganancias del sector turístico aumentaron un 2403 %. Por último, tuvo lugar una amplia apertura a las inversiones de capitales extranjeros. Los efectos de este proceso fueron notorios: el crecimiento económico español fue superior a la media europea siendo la industria del automóvil una de las locomotoras más potentes del crecimiento (de 1958 a 1972 creció a una tasa compuesta anual del 21,7 %.) A su vez, el sector agrario vivió un acelerado proceso de modernización paralelo al éxodo rural hacia zonas urbanas y al extranjero.
Aunque la propia naturaleza del régimen era un obstáculo para el progreso de la educación, la investigación y para el desarrollo del capital humano. La ausencia de una reforma tributaria y la no implementación de políticas keynesianas impidió que el gobierno español gastase más en educación, sanidad e infraestructuras de transporte y comunicaciones. Durante la década del 60, España se convirtió en un país industrial gracias a la favorable coyuntura internacional y la mantención de sectores estratégicos estatales. Sin embargo, en muchos aspectos, la sociedad española permanecía alejada de muchos patrones europeos, debido al programa franquista que impulsaba el inmovilismo político y social.

## Las explicaciones del crecimiento
La expansión económica de posguerra ha sido objeto de múltiples explicaciones que buscan identificar sus causas.

### La fundamentación neoclásica
Explica el crecimiento partiendo de cada factor de producción. De los tres factores principales (recursos naturales, capital y trabajo) se despegan una significativa cantidad de variables específicas como la duración del año de trabajo, los niveles educativos de la mano de obra, la infraestructura, etc. Incluye también al factor residual como los conocimientos técnicos y los avances en la organización. La teoría neoclásica estudia al crecimiento del lado de la oferta apuntando a sus causas inmediatas.

### Argumentos keynesianos
Se enfatiza la importancia de la existencia de una elevada demanda agregada como condición necesaria para el crecimiento, el cual se alcanza mediante una activa política fiscal y monetaria y un alto nivel de inversiones. El papel del Estado es crucial para evitar la irrupción de coyunturas depresivas que afecten la inversión privada. A su vez, el gobierno debe facilitar el comercio internacional y asegurar ingresos para desocupados, enfermos y jubilados para consolidar una demanda estable. El error de esta teoría es dar por sentado la utilización de políticas keynesianas en países que no lo hicieron o lo hicieron por muy poco tiempo.

### Modelos del cambio estructural
El estructuralismo afirma que el crecimiento es un proceso desequilibrado en el que el progreso técnico no se distribuye de forma uniforme entre los sectores. La estructura de la demanda conduce a modificaciones en la estructura productiva: algunos sectores crecen, otros declinan. Se parte del modelo de Lewis que supone la existencia de dos sectores, uno atrasado y otro avanzado con salarios y productividad más elevados. El crecimiento es el proceso de transferencia de trabajo y recursos y aumento de productividad del sector atrasado hasta desaparecer.

### La escuela delcatching up
Indica que si el nivel de producción de un país es inferior a otros, los países atrasados pueden acortar las distancias que los separan de los países líderes mediante el deseo de imitación, la flexibilidad para el cambio y la capacidad para organizarlo. Un ejemplo es el crecimiento rápido de la Europa Occidental y el Japón a partir de la imitación de los Estados Unidos mediante la capacidad para organizar el cambio, la libertad de la libre empresa, la organización del sistema educativo y el control institucional de los conflictos. El proceso de crecimiento pierde velocidad cuando ya no queda nada que imitar.

### El enfoque marxista
Explica la historia del modo de producción capitalista desde 1945 de acuerdo con las leyes básicas del movimiento de capital descriptas por Marx. Se hace un análisis cíclico del capitalismo indicando que la onda larga se inicia tras la Segunda Guerra Mundial y se caracteriza por un incremento a largo plazo de la tasa ganancia y una expansión del mercado a través de la innovación tecnológica y un aumento de la tasa de plusvalía acompañado de un aumento de los salarios reales. Esta etapa del capitalismo tardío incluye tres nuevos rasgos: la reducción del tiempo de rotación del capital fijo, la aceleración de la innovación tecnológica y el aumento del costo de los grandes proyectos de acumulación. Asimismo, la creciente propensión del sistema a las explosivas crisis convierte al Estado en un administrador de crisis, el cual mediante políticas anticíclicas evita las depresiones catastróficas. La consecuencia de este intervencionismo produce un proceso inflacionario el cual dificulta sostener la demanda.